# Distrito de Xishan
El distrito de Xishan (en chino tradicional, 錫山區; en chino simplificado, 锡山区; pinyin, Xīshān Qū) es un distrito de China que pertenece a la región administrativa de Wuxi en la provincia de Jiangsu. Ocupa un área total de 545 kilómetros cuadrados, y en 2007 la población de la región era de 400.000 personas.

## Divisiones administrativas
Xishan incluye ocho ciudades. Estas son Dōngtíng, Anzhèn, Yángjiān, Hóngshān, Ehú, Dōngběi Táng, Xīběi and Dōnggǎng.